# Adeloneivaia schubarti
Adeloneivaia schubarti är en fjärilsart som beskrevs av Rego Barros och Mielka 1970. Adeloneivaia schubarti ingår i släktet Adeloneivaia och familjen påfågelsspinnare. Inga underarter finns listade i Catalogue of Life.